# 高空風力發電機

翻滾翼式的空中風力發電機

高空風力發電機（Airborne wind turbine）是一種沒有支柱做為結構支撐的設計概念，對比一般風力發電機，其優勢是不必製作大型的塔形建築、集電環與設計偏航機構，就能有效利用更高轉速的高海拔的風能。當然，其技術的困難點在於：懸掛機具的安全性、如何使機具在高風速或強烈風暴之下維持在高空的運作、如何使電能傳回地面和其是否會影響航空航行等。
依安裝位置區別高空風力發電機的種類，用於高海拔的稱為高空風力發電機（high-altitude wind power）、低海拔的稱為側風風箏發電機（crosswind kite power）。當發電機組起飛後，電纜將傳遞能量到地面，或者使用其他能量傳遞方法（微波或雷射）接收能量。其中，風箏式與直升機式的發電機容易因為風力不足而掉落，所以有研究團隊提出了氣球式或飛船式的風力發電。但高空式的風力發電機很容易受環境影響，像是閃電與暴風雨，所以必須對於發電機組進行回收。一些計畫為了能夠達到更高的放飛高度，而需要長程電纜，但此必須安裝於禁航區內以免影響航班。
直至2022年，经常性运行的商业高空風力發電项目仍然罕见。

## 空氣動力類型
高空發電機的系統設計有許多種類。
澳洲雪梨的科技大學教授，布萊恩.羅伯特(Bryan Roberts)提出了直升機型高空發電機，可以放置於海拔4600公尺的高空，藉由調控飛行器的翅膀維持停滯空中的升力，並由地錨牽制電纜連結半空中的發電機，建立發電機組與地面瞻的聯繫。根據設計者所述，原本提供上升的風力有部分被分配作為穩定發電用的風能，當風力是以水平方向流動時，發電機組將會轉向水平以便獲取足夠的上升風力。
一開始，要將此系統完成空中部屬時，先反向施予電力帶動電動馬達，使全系統獲得足夠升力並順利地被施放至空中。在此種施放發電機的方式不斷改進的進程中，其中一個還算令人滿意的結果「四旋翼型」是目前唯一成功部屬的模型，但這同時也顯示了這種放置直升機型發電機的方式是一個極大的挑戰。
目前任教於荷蘭台夫特科技大學永續發展工程系的荷蘭籍前太空人暨物理學家烏波．歐克斯(Wubbo Ockels)，也正在設計一種名為”Laddermill”(階梯型發電風箏)的高空風力發電機。這種類型的發電機是由許多風箏串連成一個環狀的造型所構成，這些風箏由環型開口的一端上升(像是階梯般)，在此過程中，使用這些被釋放的能量來推動發電機。
在2009年九月愛爾蘭的Carbon Tracking Ltd.的文獻中提到風箏使用地面型的發電機的發電利用率(capacity factor)為52.2%，比較陸地型的風場，其利用率僅達30%。
美國伍斯特理工學院(Worcester Polytechnic Institute)發展了一個小尺度的1KW高空發電機，其使用拖曳傘去誘導安置於地面的樞軸梁，使其晃動而產生電力。此種發電方式又稱為風箏型風力發電(KiteGen)，其所使用的是一種垂直軸式的風力渦輪，以風箏搭載以獲取高海拔垂直軸旋轉風場的創新計畫。風箏型風力發電聲稱已經克服了在水平風力渦輪發電會產生的靜態與動態問題。發電裝置將設置在地面，僅有拖曳傘由風力推滯於空中。這種風力發電方式在佔地相同的情況下能夠產生的能量約等同於核能發電廠的發電量，且其安置的面積小，甚至可以用於農業或離岸裝置上。
旋轉型風箏是Gianni Vergnano所構想出的風力發電法，其外型仿螺旋槳，符合空氣動力的設計能夠誘使氣流流經風箏產生旋轉的動力，使之圍繞其纜線軸旋轉。旋轉型風箏的主要問題是如何確保風箏持續飛行和如何降低由於纜線長度所導致的成本問題。
2011年8月，德國公司SkySails生產了一種用於船上的推進動力風箏，指稱此風力系統能夠用於離岸與地面上，並與現今的離岸風力發電成本相比，大約僅需30%的設置價格。
在2013年5月，加州的Makani Power公司，發展了一種搭載了板載發電機兼馬達的側風混合風箏系統，這間公司已經被Google收購。一個分析指出他們的系統有一個未解決的重大問題，使得此系統無法往大尺度的發電發展。同年5月，Leo Goldstein發表了一篇論文，分析多種類型的地基發電型高空風力系統的系統配置與電能產生的效率研究。

## 浮空器種類
一個風力發電用的浮空器是能使器具憑藉著其浮力去飄浮在空中的重要元件。浮空器種類也很多樣，也都擁有能夠在空中升降的特徵，高升阻的浮空器造型可以有效地保持高空發電渦輪持滯在空中，其中一種最有名的造型就是由Domina C. Jalbert所提出的風箏氣球。
氣球可以被結合至系統，確保在沒有風的時候也能持滯於空中，雖然可以解決問題，但氣球欲下降時，氣體洩漏緩慢。而且上升時必須再度供應上升氣體，這些是需要克服問題。
目前太陽能氣球(Sun heated balloons)能夠有效的解決氫氣或氦氣洩漏的問題。
加拿大安大略省的Magenn公司正在發展一種渦輪叫做Magenn Air Rotor System(MARS)。一種未來可以達到300m寬的MARS系統，將使用一個水平轉子於一個栓在地面的氦氣懸浮裝置。Magenn表示，他們的技術能夠達到高扭力、低啟動速度和優異的傳輸效能，原因是此種發電裝置能夠比其他非高空發電的裝置部署的更密集。
第一台原型機由TCOM於2008年4月完成，機型也已經被公布但尚未量產。
Boston-based Altaeros Energies使用充氦的氣球懸吊著風力渦輪到高空，利用纜繩傳送發電電力至地面站。在2012年，35ft的原型機搭載了由Skystream所研發的2.5kW 3.7m的風力渦輪完成了測試，並於2013年秋天，在阿拉斯加進行首次的商業規模運轉。
Twind Technology在海拔800m的高空使用了一對遙控氣球，並由栓繩傳遞力量去轉動地面平台，每一個氣球皆連結一個風帆，當風帆張開時會將氣球順風移動並拖曳另一顆氣球往逆風處移動，如此不斷進行反覆運動，而纜繩被帶動去轉動地面上的發電裝置以產生電力。

## 發電成本
Sky Windpower表示高空風力發電的技術預測可以達到每千瓦小時0.02元美金的成本，與現行的非補助型發電的售價比較，已經大幅的減少了發電成本。
另外一個分析也表示，由於發現嚴重的缺陷問題導致高空風力發電的無法達成這個目標，其價格更可能會明顯的超越現行的風力發電裝置。